# Марино (Торино)
Марино је насеље у Италији у округу Торино, региону Пијемонт.
Према процени из 2011. у насељу је живело 35 становника. Насеље се налази на надморској висини од 375 м.